# Yoshimasa Sugawara

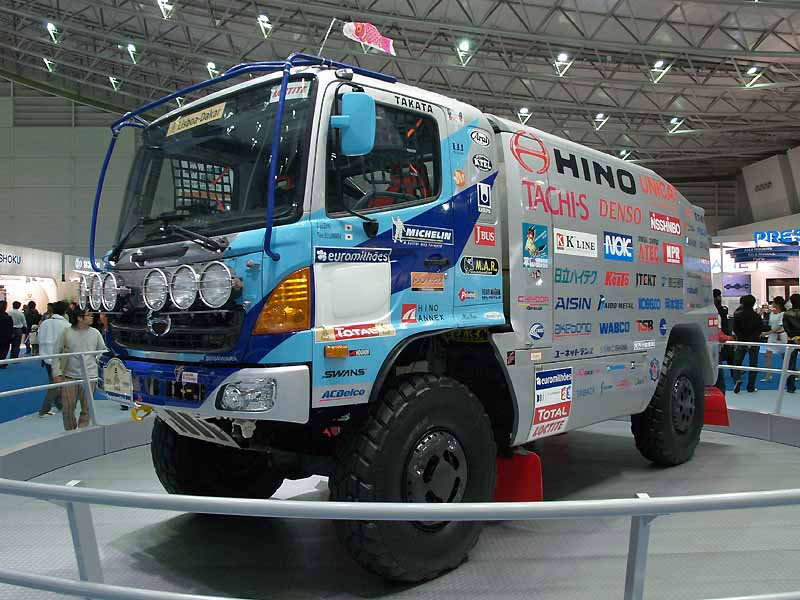
Yoshimasa Sugawaras Hino Ranger von 2007

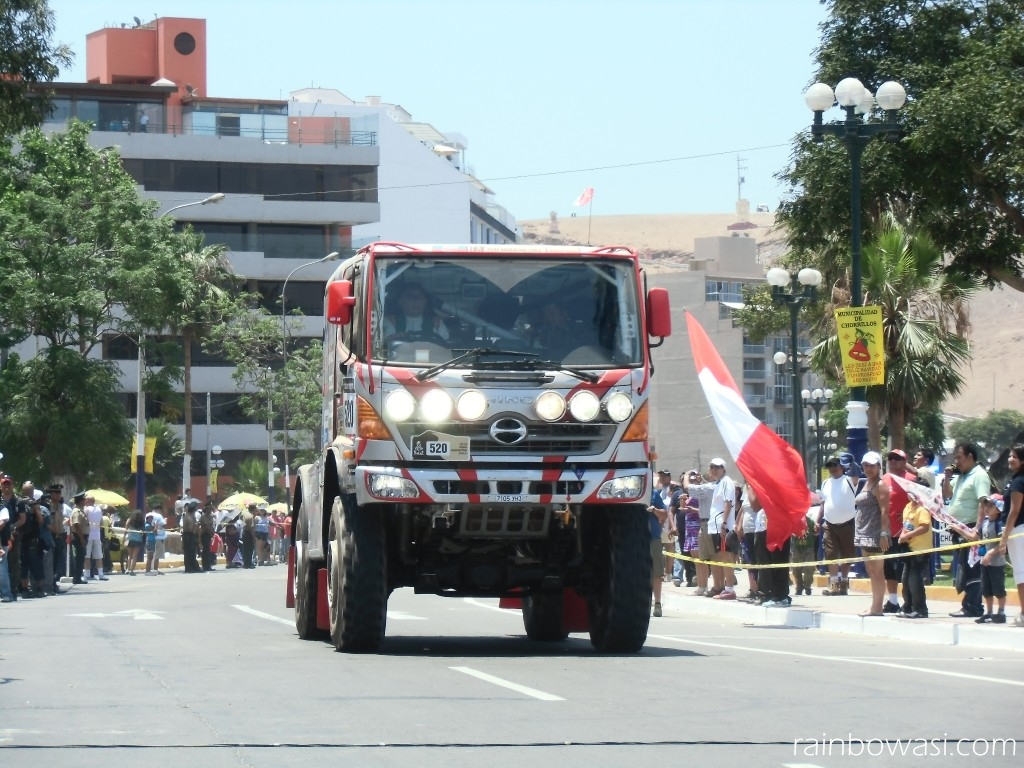
Yoshimasa Sugawara bei der Rallye Dakar 2013

Yoshimasa Sugawara (japanisch 菅原 義正 Sugawara Yoshimasa; * 31. Mai 1941 in Otaru) ist ein ehemaliger japanischer Rallye-Raid-Fahrer und ehemaliger Teamchef des Hino Team Sugawara.

## Karriere
Sugawara begann seine Motorsportkarriere 1965 im Rallyesport und bestritt bei inländischen Rennen in Japan auf Honda S600 etwa 60 Wettbewerbe. Bevor die Rallye Dakar gegründet wurde, fuhr er bereits 1977 mit einem Honda Accord 1. Generation über 20.000 Kilometer von Karatschi nach Lissabon und durchquerte die Sahara von Algier nach Abidjan mit einem Suzuki Jimny 1000. Nachdem er in einer Motorradzeitschrift über die Rallye Dakar gelesen hatte, entschloss er sich auf einer Honda an der Rallye teilzunehmen.
Er fuhr seine ersten Rallye Dakar 1983 und 1984 zunächst in der Klasse der Motorräder auf einer Honda XL400R. Von 1985 bis 1991 wechselte er auf Mitsubishi Pajero in die Klasse der Autos. Ab 1992 wechselte er von den Autos in die Klasse der LKW und fuhr bis 2019 für Hino im Hino Team Sugawara.
Seit 1999 fuhr Yoshimasa Sugawara zusammen mit seinem Sohn Teruhito Sugawara, der als Copilot die Navigation übernahm. Seine besten Ergebnisse fuhr Sugawara in der Klasse der LKW auf Hino ein. Er erreichte damit in den Jahren 1994, 1995, 1997, 1998, 2001 und 2005 den zweiten Platz sowie bei der Rallye Dakar 2002 den Dritten Platz.
Sugawara nahm an insgesamt 36 Ausgaben der Rallye Dakar teil und hält damit den Teilnehmerrekord. Dieser Teilnehmerrekord fand Eingang in das Guinness-Buch der Rekorde. Er fuhr in dieser Zeit sieben Klassensiege für Hino ein und fiel bei 36 Teilnahmen nur sieben Mal aus. Sugawara ist mit 77 Jahren der bis heute älteste Teilnehmer, der jemals an einer Rallye Dakar teilgenommen hat.
Nach der Rallye Dakar 2019 wechselte Sugawara zum Africa Eco Race, wo er beim Africa Eco Race 2020 mit einem Yamaha YXZ1000R Side-by-Side antrat und am Ende den 15. Platz in der SSV Xtreme Race-Wertung erreichte.